# Гиацинтоидес
Гиацинтоидес (лат. Hyacinthoides) — род многолетних луковичных травянистых растений подсемейства Гиацинтовые (Hyacinthaceae) семейства Спаржевые (Asparagaceae) порядка Спаржецветные (Asparagales).
Некоторые виды выращиваются как декоративные в открытом грунте.

## Распространение

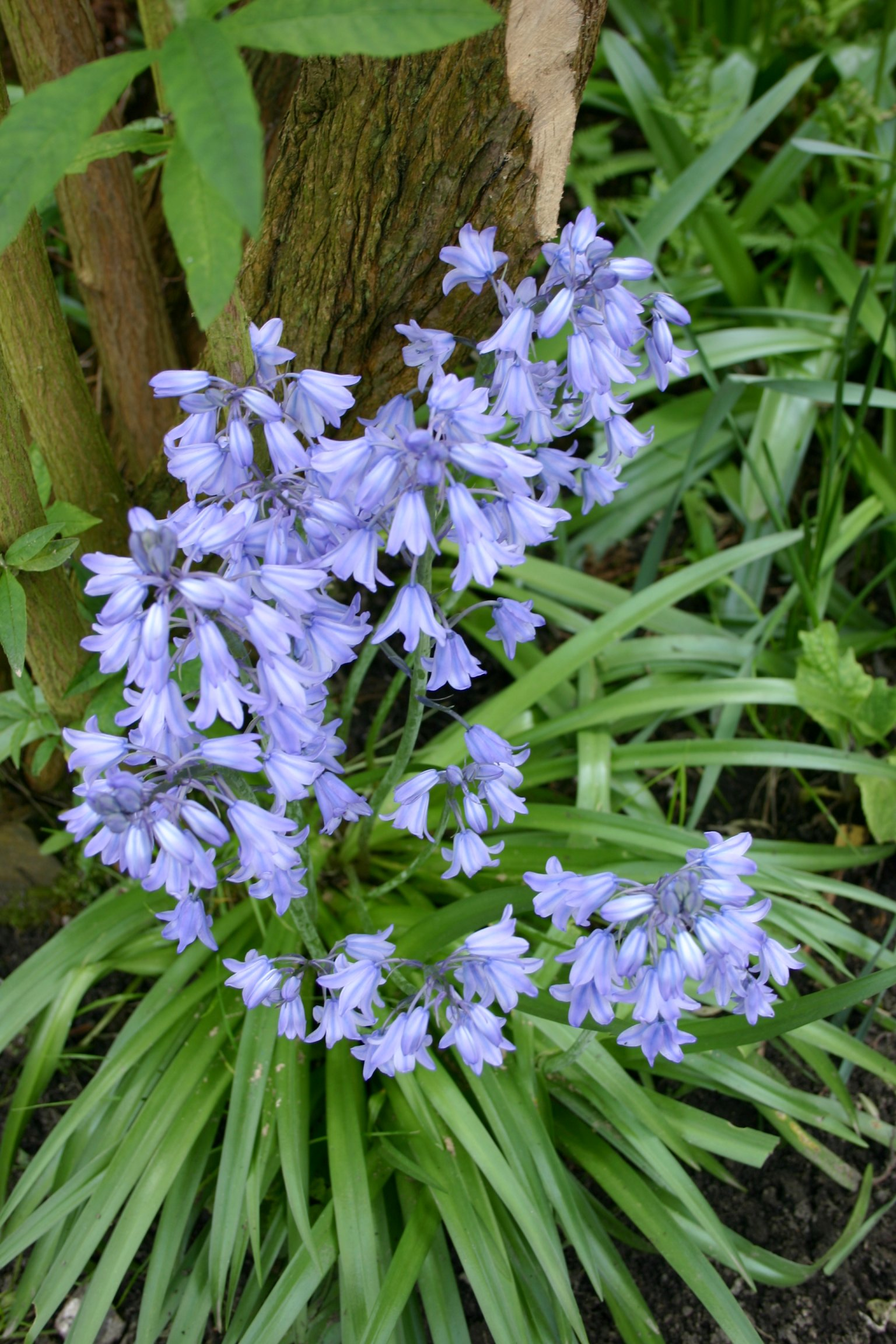
Hyacinthoides hispanica — один из широко используемых в культуре представителей рода

Западная Европа и Северо-Западная Африка.
Леса, кустарниковые заросли, вересковые пустоши, луга.
Часто культивируется и дичает. Многие популяции в Западной Европе, в частности, в Германии, образованы гибридными растениями (Hyacinthoides non-scripta × Hyacinthoides hispanica).

## Описание
Луковица ежегодно возобновляется и состоит из одной замкнутой запасающей сочной чешуи, образовавшейся из нескольких (до 5) сросшихся влагалищ базальных листьев, а также плёнчатой бесцветной влагалищной чешуи, которая охватывает основание зелёных листьев.
Цветоносы до 40 см в высоту.
Прицветников 2.
Сегменты околоцветника свободные, колокольчатые или распростёртые.
Цветки поникшие, трубчато-колокольчатые, голубые, сиреневые, белые или розовые.

### Виды
По информации базы данных The Plant List, род включает 12 видов:
- Hyacinthoides aristidis (Coss.) Rothm.
- Hyacinthoides cedretorum (Pomel) Dobignard
- Hyacinthoides ciliolata (Pomel) Rumsey
- Hyacinthoides flahaultiana (Emb.) Dobignard
- Hyacinthoides hispanica (Mill.) Rothm. — Гиацинтоидес испанский
- Hyacinthoides italica (L.) Rothm.
- Hyacinthoides lingulata (Poir.) Rothm.
- Hyacinthoides × massartiana Geerinck
- Hyacinthoides mauritanica (Schousb.) Speta
- Hyacinthoides non-scripta (L.) Chouard ex Rothm. — Гиацинтоидес неописанный
- Hyacinthoides paivae S.Ortiz & Rodr.Oubiña
- Hyacinthoides reverchonii (Degen & Hervier) Speta